# استان‌های متحد نیو گرانادا
استان‌های متحد نیو گرانادا (به اسپانیایی: Provincias Unidas de la Nueva Granada) در سالهای ۱۸۱۱ تا ۱۸۱۶ کشوری در آمریکای جنوبی بود که در تاریخ کلمبیا بعنوان سرزمین پدری نیز شناخته می‌شد. این کشور از سرزمین‌های پادشاهی جدید گرانادا تشکیل شده بود ولی ارتباطی با قلمرو کلمبیای کنونی نداشت.
ساختار حکومت در این کشور پارلمانی و فدرال بود. این کشور در سال ۱۸۱۶ توسط اسپانیا شکست خورد.